# ダッチェス 〜キャサリン公、母、独身〜
『ダッチェス 〜キャサリン公、母、独身〜』（原題: The Duchess、ザ・ダッチェス）は、2020年に配信されたイギリスのテレビドラマシリーズ。シングルマザー、キャサリンの生活を描くコメディドラマ。原作・制作・主演をキャサリン・ライアンが務め、他にロリー・キーナン、ケイティ・バーン、スティーン・ラスコープロスなどが出演した。2020年9月11日にNetflixオリジナル作品として全世界へ配信された。
2021年5月5日に打ち切りが発表がされた。

## あらすじ
シングルマザーのキャサリンは誕生日を迎えた娘オリーブに妹か弟をプレゼントしたかった。そこで、精子提供を受けて出産しようと不妊治療クリニックを訪れる。しかし上手く行かないキャサリンは娘のために元夫と子作りすることを思いつく。

## キャスト

### メイン
キャサリン
演 - キャサリン・ライアン
シェップ
演 - ロリー・キーナン
オリーブ
演 - ケイティ・バーン
エヴァン
演 - スティーン・ラスコープロス
ベブ
演 - ミシェル・ドゥ・スウォート
ジェーン
演 - ソフィー・フレッチャー
シェリル
演 - ドゥーン・マッキーカン

### リカーリング
ミリー
演 - Beau Gadsdon
Mr. Michaels
演 - Tony Jayawardena
Tom
演 - Anwar Lynch
Brian
演 - Geoff Norcott
Leo
演 - Naz Osmanoglu
Sandra
演 - Maya Jama

## エピソード
| 通算 話数 | タイトル                  | 監督           | 脚本           | 公開日        |
| --------- | ------------------------- | -------------- | -------------- | ------------- |
| 1         | "エピソード" "Episode 1"  | Toby MacDonald | Katherine Ryan | 2020年9月11日 |
| 2         | "エピソード2" "Episode 2" | Toby MacDonald | Katherine Ryan | 2020年9月11日 |
| 3         | "エピソード3" "Episode 3" | Toby MacDonald | Katherine Ryan | 2020年9月11日 |
| 4         | "エピソード4" "Episode 4" | Toby MacDonald | Katherine Ryan | 2020年9月11日 |
| 5         | "エピソード5" "Episode 5" | Toby MacDonald | Katherine Ryan | 2020年9月11日 |
| 6         | "エピソード6" "Episode 6" | Toby MacDonald | Katherine Ryan | 2020年9月11日 |

## 評価

### 批評
本作は批評集積サイトのRotten Tomatoesに15件のレビューがあり、批評家支持率は53%、平均点は10点満点で6.0点となっている。また、Metacriticには7件のレビューがあり、加重平均値は35/100となっている。